# قشة أسود الرأس
قرد القشة أسود الرأس ؛ المارموسيت ذو الرأس الأسود (الأسم العلمي: Mico nigriceps) هو نوع من أنواع قرود القشة المستوطنة في البرازيل. تسكن الغابات المطيرة الاستوائية والرطبة، حيث تفضل البقاء في الغابات الثانوية وعلى حواف الغابات المغطاة بالشجيرات. تعيش في منطقة صغيرة في حوض الأمازون في ولاية الأمازون البرازيلية؛ تقع منطقة توزيعها شرق نهر ماديرا وغرب ريو دوس مارميلوس وجنوب نهر جي بارانا. التهديدات ليست معروفة تمامًا ولكنها قد تكون بالقرب من حركة المرور البشرية بما في ذلك طريق الأمازون السريع حيث تربية الماشية وقطع الأشجار، لا يتم اصطيادها ولكن يمكن استخدامها كحيوانات أليفة.
يصل طول الجسم إلى حوالي 21 سم وطول الذيل 33 سم، ويزن حوالي 370 جرامًا، وفروه الحريري يغلب عليه اللون البني، والساقين الأمامية والخلفية برتقالية صفراء، والذيل أسود. منطقة الرأس والكتف بنية رمادية اللون، وأعلى الرأس والجبهة أسود اللون. كما هو الحال مع جميع القشيات، فإن أصابع اليدين والقدمين (باستثناء إصبع القدم الكبير) لها مخالب بدلاً من الأظافر.
هذه الرئيسيات هي من ساكنة للأشجار ونهاريّة. تتحرك وتقفز على أربع، وتعيش في مجموعات منظمة حول زوج بالغ حيث يشارك الأب وأعضاء المجموعة الآخرون بشكل مكثف في تربية الصغار. نظامهم الغذائي يتكون في المقام الأول من عصارة الأشجار، حيث تتكيف مع هذا بفضل أسنانها المتخصصة في الفك السفلي، والتي يمكنها من خلالها قضم ثقوب في لحاء الأشجار.
درجة تعريض هذا النوع للخطر غير معروف، تتعرض أجزاء من منطقة توزيعها للتهديد بسبب إزالة الغابات، ولا ينبغي أن يلعب الصيد دورًا. يسرد الاتحاد الدولي لحفظ الطبيعة النوع ضمن «نقص البيانات».